# YUUKI (ファッションモデル)
YUUKI（ユウキ、1979年9月18日 - ）は、女性ファッションモデル。青森県弘前市出身。本名は横山 優貴（よこやま ゆき）。株式会社ボン イマージュ所属。身長152 cm。血液型はA型。

## 経歴
横山優貴としてファッション雑誌『CUTiE』でモデルとしてデビュー、中高生を中心に高い人気を博し、2000年7月26日には東野佑美とのユニットnicoでシングル「真夏でシュ！」をリリースした。
2004年に結婚し、翌年に男児を出産した。2008年10月1日、本人のブログで離婚したことを発表、また芸名をYUUKIに改名した。2017年時点では、ファッションブランド「Smaddy」「miely」のディレクターとしても活動している。

## 主な出演

### CM
- コカ・コーラ『ココロが躍りだす』
- J-PHONE

### ドラマ
- 「歌で逢いましょう」（GyaO）

### バラエティ
- 蔵出し（テレビ東京）
- エブナイTHURSDAY（フジテレビ）

### CDジャケット・MV
- YUME is VISION（Base Ball Bear）